# 伊夫基夫齊 (普里盧基區)
50°31′48″N 32°29′36″E / 50.53000°N 32.49333°E
伊夫基夫齊（烏克蘭語：Івківці），是烏克蘭的村落，位於該國北部切爾尼戈夫州，由普里盧基區負責管轄，始建於1629年，面積1.88平方公里，海拔高度148米，2001年人口1,244，人口密度每平方公里664.5人。